# 中国の拡張主義

中国本土における中国の歴史を通した領土の変遷

領土拡張は、中国の歴史の複数の時期にわたって行われ、とくに漢、唐、元、清の各王朝下で顕著であった。中国の拡張主義（ちゅうごくのかくちょうしゅぎ）が動機や一貫した現象として存在したかどうかは、現代の中華人民共和国およびその領土主張に関して、議論が分かれるところである。

## 歴史的背景

### 秦・漢王朝
古代において、中国は徐々に重要な地政学的拠点となった。古代中国の諸王朝は各々領域を拡大した。しかし、真に他国への拡張を開始したのは統一された秦王朝下でのみであった。秦の拡張主義は匈奴、百越との初接触をもたらし、朝鮮半島にまで勢力を拡大した。
漢王朝は、初期中国の拡張主義の頂点を示した。武帝の下で、漢は東アジアにおける地域的地政学的影響の中心となり、その帝国的権力を隣国にまで及ぼした。漢王朝は衛氏朝鮮や南越国を征服し、これらの領土の一部を併合した。また、漢王朝は現代のモンゴルやシベリアまでの遊牧部族を征服し、現代の新疆ウイグル自治区や中央アジアの一部など西方地域も支配下に置いた。
漢王朝の崩壊後、朝鮮半島は中原王朝から政治的独立を獲得し、北ベトナムのみが中国の支配下に残った。三国時代は一時的に中国の拡張主義を停止させた。それでも、曹魏、蜀漢、および東呉は、支配下の一部領域において領土拡張を行った。
三国時代が終わり、晋王朝が成立すると、中国の拡張主義は4世紀にわたって停止した。中国は大規模な人口損失の後、辺境地域を再統合する必要があったためである。
隋王朝は、再び350年間の分裂の後に中国を統一し、拡張主義を再開しようと試みたが、隋の高句麗遠征によって王朝は終焉を迎えた。

### 唐王朝
唐王朝の成立は中国の拡張主義の復活を意味した。漢王朝の前任者と同様に、唐帝国は中世東アジアの地政学的超大国としての地位を確立し、中国の黄金時代のひとつを築いた。唐は北ベトナムと朝鮮を支配下に置いた。
唐帝国は新疆・中央アジアを支配下に置き、西方ではアラル海、カスピ海、およびバイカル湖にまで数十年間到達した。さらに、中国は北方および西方のトルコ系部族やソグド人部族の忠誠を得た。唐はチベット領にまで侵攻し、ラサを占領したが、厳しい気候のため拡張を断念せざるを得なかった。
唐の拡張主義は、現代キルギスでのタラスの戦いでアラブに敗北したことで抑制された。しかし中国は依然として強力であり、安禄山の乱まで相当な影響力を保持した。この反乱は唐の崩壊と複数の戦国状態への分裂の一因となった。唐の崩壊後、中国は元王朝・モンゴル帝国による統一まで、いくつかの小国に分かれていた。

### 宋・金・遼時代の分裂
唐朝の崩壊後、五代十国時代に突入した。これ以降、中国は分裂状態が続き、混乱から生まれた複数の小国に分かれた。これには、南方の宋朝と北方の遼朝および金朝が含まれる。宋、遼、金は数世紀にわたって互いに争い続けた。そのための恒常的な不安定さの結果、ベトナム人は最終的に938年の白藤江の戦いで連合から分離し、宋朝は中国南部の大部分を統一し、その過程で北ベトナムに侵攻したが、黎桓によって撃退された。 それ以降、宋朝は国境地帯や内陸地域の再統合、ベトナム、遼朝、金朝、および西夏との度重なる戦争に苦しんだ。 このため、宋朝は本格的な軍事遠征を行うことができなかった。これらの王国（宋、遼、金、西夏）は、1279年に元朝によって征服され統一されるまで戦い続けた。

### 元朝
元朝は、カガンが支配するモンゴル帝国の一部であり、また中国の王朝として、1271年にモンゴル人によって中国伝統の様式で設立された。 モンゴル帝国は前例のない北方および西方への領土拡張を特徴としており、ヨーロッパや中東にまで到達したが、中国を拠点とする元朝は、モンゴル帝国の分裂により西方のカーン国に対して実際の権力を及ぼすことはできなかった。元朝は中国内外のさらに東方や南方の領土征服も試みた。二度のビルマ侵攻を行い、第一次侵攻はパガン王朝に壊滅的打撃を与え、実質的にその崩壊をもたらした。元朝はまたモンゴルの高麗侵攻で朝鮮を征服し、モンゴルのチベット侵攻でチベットを歴史上初めて中国領土に組み込むことに成功した。 しかし、元朝はベトナム侵攻においては失敗し、陳太宗に撃退された。さらに、元の海上遠征によるジャワおよび日本への侵攻も壊滅的結果に終わり、最終的に中蒙の拡張主義的欲求は消滅した。

### 明朝期の衰退
元朝の崩壊後、新たに成立した明朝は、元末の紅巾の乱による荒廃のため、当初は拡張政策に消極的であった。初代明の皇帝である洪武帝は拡張主義に公然と反対し、対外の脅威よりも国内の政治的敵対者の排除に重点を置いていた。 彼は特に、将来の皇帝には「外国の蛮族から防御することだけを行い、栄光や征服のために軍事遠征を行うな」と警告した。 しかし洪武帝の死後、永楽帝の治世で明は領土拡張を試みた。明は明胡戦争によるベトナム侵攻を行い、最終的に第四次中国によるベトナム支配を引き起こした。しかし、20年後には崒洞・祝洞の戦いで明は敗北した。さらに、北方のモンゴルおよび北元への攻撃も行ったが失敗し、明の皇帝は土木の変でモンゴルに捕らえられる結果となった。 ベトナムおよび北方での失敗の後、明朝は国内問題に専念するようになり、海上遠征や鄭和の南海遠征のような交易以外の介入や遠征は行わなくなった。拡張よりも防御的な性格を強め、国内では曹欽の乱や播州の乱などの反乱、北方からは後金（後の清）や、豊臣秀吉率いる日本による壬辰倭乱の侵攻に直面した。

### 清朝
清朝は、かつて金朝を建国した女真族の子孫である満州族が支配した王朝である。この王朝は中国の拡張主義を受け入れた。19世紀末には、他国との競争に対応するため、清朝政府は辺境地域を征服するか、すでに軍事的支配下にある地域を州や省として編入することで直接支配しようと試みた。
清朝中国が中央アジアにまで勢力を及ぼすことができた背景には、社会的変化と技術的変化の2つがあった。社会的変化としては、清朝時代（1642年以降）、中国の軍隊が騎兵を中心に編成され、従来の歩兵よりも遠征・投射力に適した軍編成となったことが挙げられる。技術的変化としては、砲兵の進歩により、ステップ地帯の騎兵が持っていた軍事的優位が失われたことがある。ジュンガル・ハン国は中央アジアの草原地帯における最後の大規模な独立遊牧勢力であった。ジュンガル族は、ジュンガル族虐殺において、満州の旗人とカルカ・モンゴルによって意図的に残虐な掃討作戦により殲滅されたとされる。推定で100万人以上が殺され、その復興には世代を要した。 清朝の支配者である愛新覚羅はチベット仏教を支持し、多くの支配層がこの宗教を受け入れた。
清朝は中国の拡張政策の復活と見なされた。清の統治下で、中国は万里の長城を越えて拡張を行い、領土を併合していった。清は朝鮮侵攻を行い、モンゴルを征服し、さらに現代の清朝下の新疆やチベットも併合した。 また、清は中央アジアへの支配を再び拡大し、現在のカザフスタン、キルギス、タジキスタンに集中した。 清はまた、鄭成功の東寧王国を滅ぼし、台湾も併合した。 これにより、中国は初めて新疆、台湾、チベット、中央アジア、モンゴルを直接支配することに成功した。また、清は制御できなかったものの、権利を主張した地域はサハリンや、清・シク戦争でシク教徒と激戦を繰り広げたカシミールまで及んだ。
明朝忠臣は鄭成功の指導のもと台湾侵攻を行い、オランダの植民者を島から追放して中国の東寧王国を建国した。明朝忠臣はすぐにオランダ植民地統治の制度や文化を、漢人支配の制度や文化に置き換えた。オランダが残した言語教育や宗教施設は閉鎖され、孔子廟や漢語学校が漢人と先住民の両方のために設置された。官吏は中国本土からの漢人の新しい移民を奨励し、先住民の土地を新しい農地として開発した。
三藩の乱の際に明朝忠臣と清朝の間で戦闘が行われた後、清は東寧王国を攻撃した。清は澎湖の戦いで勝利し、明朝忠臣は清の支配下に服した。東寧王国は福建に併合された。清は「気乗りしない植民者」であったが、島が他国勢力の拠点となる脅威や豊富な資源のため、台湾の価値を認識するようになった。 清は1885年に台湾を自らの省に編入したが、これは台湾出兵での日本の関心や、敗北した基隆出兵（フランスの侵攻）の経験が影響している。
清朝末期、イギリスによるチベット遠征に対して、清は趙爾豊を派遣し、チベットの統合をさらに進めた。彼は康地方のチベット地方指導者の権限を廃止し、1909–1910年までに中国人の知事を任命することに成功した。さらに1910年にはウー・ツァンに清軍を派遣し、チベット遠征でチベット本土の直接統治を確立しようとしたが、この地域には州・省は設置されなかった。
清緬戦争（1765–1769）は清朝の辺境戦争の中でも最も壊滅的かつ費用のかかる戦争であった。軍事的敗北で終わったが、清朝はビルマを同等と認めず、1790年に外交関係が再開された際、清はそれを中国の宗主権の回復とみなした。
清朝は、1636年の朝鮮侵攻後、朝鮮王朝と朝貢関係を樹立した。1882年、中国と朝鮮は中朝商民水陸貿易章程を締結し、朝鮮は中国の属国とされ、中国商人には朝鮮国内で陸上・海上の商業活動を自由に行う権利や、民事・刑事事件における中国一方の治外法権が認められた。 また、中国は朝鮮の仁川租界なども取得した。 しかし、清朝は1895年の日清戦争により、朝鮮に対する影響力を失った。

### 中華民国
清朝が辛亥革命で崩壊した1912年、成立したばかりの中華民国（ROC）は、清朝が支配していた全領土の継承を主張した。しかし、チベットや外モンゴルが独立を宣言しても、中華民国はこれを承認しなかった。 現在のチベット自治区 (TAR)の大部分は、国境地域（アムドや東部カム）を除き、1912年以降、事実上独立した政治体として存在していた。
中華民国は、国内の統治体制の強化に注力し、拡張政策を積極的に追求することはなかった。しかし、1915年には日本の二十一か条の要求によって拡張的圧力を受け、国民の反発を招いた。 さらに、拡張政策を採るソ連との対立もあり、1929年には中ソ国境紛争が発生した。
ソ連と日本による中国国内への干渉、そして欧米列強による妥協の欠如は、中華民国の拡張政策を困難にした。特にロシアは新疆に利害関係を持ち、1931年には日本の満州侵略が発生した。 さらに国共内戦が続いたこともあり、中国による領土拡張の試みは実質的に制約されていた。

### 中華民国（続き）
第二次世界大戦が勃発すると、蒋介石は中国の影響力回復を目指した。連合国の主要同盟国（Big Four）の一員として、蒋は朝鮮や東南アジアにおける中国の影響力を復活させ、新しいアジアを自身の指揮下に置く構想を持っていた。
第二次世界大戦後、蒋介石はその計画を実行に移し、北ベトナムへの部隊派遣を行った。 しかし、中国内戦が再開すると、蒋はほとんどの軍隊を国内の共産勢力との戦闘に再配置せざるを得なかった。1949年、中華民国政府は内戦に敗北し、現在も統治を続ける台湾へ撤退することとなった。

### 中華人民共和国
中国内戦の事実上の終結後、中国共産党の毛沢東は1949年に中華人民共和国（PRC）を宣言した。 その後、新疆を併合し、第二東トルキスタン共和国の反乱を鎮圧した。この反乱は当初、ソ連の支援を受けてROCに対抗していたが、後に立場を変えた。
またPRCは、チベット政府との交渉や、1950年10月に西部カムのチャンド地域での軍事行動を経て、チベットを併合した。その後、17か条協定が成立し、ダライ・ラマ14世により1951年10月に批准されたが、後にダライ・ラマはこれを否認した。

### 「チベットの五本指」構想
毛沢東に帰属されるとされる「Five Fingers of Tibet」は、チベットを中国の手のひらに例え、その周縁部を5本の指として扱うという領土構想である。指に相当する地域は、ラダック、ネパール、シッキム、ブータン、および北東辺境地帯（現アルナーチャル・プラデーシュ）であり、中国が「解放すべき責任」を持つとされる。 この政策は中国の公式見解では公表されたことはなく、現在は休止状態にあるが、存続や復活の可能性について懸念が示されることもある。
ダライ・ラマ14世がインドに亡命した後、1962年に中印戦争が発生し、中国はアクサイチンを獲得し、アルナーチャル・プラデーシュ（中国側では「南チベット」と呼称）に侵攻したが、混乱の増大により後退した。 それ以前には、台湾（当時は中華民国の支配下）を占領しようとして第二次台湾海峡危機を引き起こしたが、米国の介入により失敗した。 さらに1967年にはシッキム占領を目指したが、これも成功しなかった。 1961年に発表された中国の地図では、ブータン、ネパール、シッキム王国の領有を主張している。 中国政府と結びついたチベット人牧民の進入も、ブータンで緊張を高めた。
1974年、中国は最初の海軍遠征を実施して西沙諸島を奪回し、50名の南ベトナム占領部隊を撃破した。その後、中国と統一された共産主義ベトナムの間で緊張が高まり、1979年の中越戦争につながった。さらに1988年、中国とベトナムはジョンソン南礁の小競り合いで南シナ海において再び激しい戦闘を行い、いくつかの争議中の島を中国が実効支配する結果となった。
中国共産党第19回全国代表大会の開会演説において、中国共産党中央委員会総書記の習近平は中華人民共和国の台湾に対する主権を強調し、「我々はあらゆる形の台湾独立運動の試みを阻止する十分な能力を持っている」と述べた。